# Собеский, Марек (ротмистр)
Марек Собеский (24 мая 1628, Золочев — 3 июня 1652, битва под Батогом) — польский магнат, староста яворовский (1639—1644) и красноставский (1644—1652), ротмистр коронных войск.

## Биография
Представитель польского шляхетского рода Собеских герба Янина. Старший сын воеводы русского и каштеляна краковского Якуба Собесского (1590—1646) от второго брака с Софьей Теофилой Данилович (1607—1661). Старший брат Яна III Собеского (1629—1696), короля Речи Посполитой (1674—1696).
Вначале получил домашнее образование. 29 октября 1639 года с согласия польского короля Владислава IV Вазы Якуб Собеский передал своему 11-летнему старшему сыну Марку яворовское староство. В 1640 году братья Марк и Ян, получив отцовскую инструкцию, под присмотром Павла Орховского выехали в Краков, где до марта 1643 года учились в коллегии им. Бартоломея Новодворского. В середине 1643 года Марк и Ян Собеские поступили в Краковский университет. 29 апреля 1642 года Марк Собеский от имени своего отца выступал на похоронах епископа краковского Якуба Задзика.
В 1644 году Марек Собеский получил во владение от своего отца красноставское староство, а яворовское староство передал младшему брату Яну. В феврале 1646 года Марек вместе с братом Яном, получив отцовские инструкции, отправился за границу для продолжения обучения. Вахмистром двора молодых Собеских и одновременно автором их дневника был Себастьян Гаварецкий. Через Германию и Нидерланды братья Собеские прибыли в Париж, где учились в университете (июнь 1646 — май 1647 гг.). В дополнению к изучения иностранных языков и гуманитарных наук братья учились верховной езде и фехтованию. Марк и Ян Собеские путешествовали по Франции (май — октябрь 1647) и Англии (октябрь — ноябрь 1647), затем отправились в Нидерланды, где изучали искусство фортификации. В июне 1648 года братья получили тревожное письмо от своей матери, которая призывала их вернуться домой из-за ухудшения обстановки на южных рубежах Речи Посполитой. В конце сентября 1648 года Марек и Ян вернулись из-за границы на родину.
Осенью 1648 года Марек Собеский участвовал в избрании на польский королевский трон Яна II Казимира Вазы. Участвовал в борьбе с восставшими украинскими казаками. Марк и Ян Собеские во главе собственных надворных хоругвей служили под командованием воеводы русского, князя Иеремии Михаила Вишневецкого. Конная рота (100 чел.) Марека Собеского находилась с начала 1649 года в составе польской армии. Он был избран послом на коронационный сейм и участвовал в торжествах по случаю коронации Яна II Казимира. В 1649 году во главе собственной хоругви, которая входила в состав дивизии подчашего коронного Николая Остророга, участвовал в обороне Збаража (июль — август), а также в многочисленных стычках с казаками. 13 июля 1649 года был награждён за отражение казацкого штурма на збаражский замок. Приобрёл значительную популярность в армии и поддержку Иеремии Вишневецкого.
Марек Собеский был избран от Русского воеводства послом на сейм в 1649—1650 годах. В 1650 году служил под командованием Иеремии Вишневецкого под Каменцем-Подольским, в сентябре того же года временно заменил его во главе полка. После боёв под Каменцем-Подольским Марек Собеский отвёл хоругви на зимние квартиры. В конце 1650 года представлял Русское воеводство на новом сейме. Затем служил под командованием гетмана польного коронного Мартина Калиновского, где командовал казацкой хоругвью. Зимой-весной 1651 года участвовал в военной кампании против украинских казаков, командуя конным полком. Когда польская армия дошла до Бара (24 марта 1651 года) гетман польный коронный Мартин Калиновский расставил полки на квартиры. Полк М. Собеского и полк И. Вишневецкого были расквартированы в Станиславове и соседних деревнях. В апреле Марек Собеский со своим полком двинулся на Каменец-Подольский, чтобы соединиться дивизией Мартина Калиновского. 22 апреля прибыл под Каменец-Подольский, откуда вместе с главными силами польской армии под командованием гетмана великого коронного Николая Потоцкого и двинулся на Гусятин (7 мая). Участвовал в битве с казаками под Копычинцами (12 мая 1651 года). 22 мая прибыл в лагерь польской армии под Сокалем. Две из его хоругвей были включены в состав полка Николая Потоцкого. Отличился в битве с казаками под Берестечком (28-30 июня 1651 года), получив в награду трофейную саблю погибшего перекопского мурзы Тугай-бея. Затем Марек Собеский участвовал в наступлении польско-шляхетской армии вглубь Украины и в битве под Белой Церковью (23 ноября 1651 года), служил под командованием Стефана Чарнецкого и командовал полком Николая Потоцкого. 28 ноября после заключения Белоцерковского мирного договора Марек Собеский был одним из двух заложников, отправленных в лагерь украинского гетмана Богдана Хмельницкого для соблюдения условий перемирия.
Весной 1652 года по распоряжению гетмана польного коронного Мартина Калиновского староста красноставский Марек Собеский участвовал в подавлении казацко-крестьянских бунтов на Брацлавщине. 1 июня 1652 года с двумя хоругвями прибыл в лагерь польской армии под Батогом. 2 июня участвовал в отражении атаки татарской орды на польский обоз. После разгрома польской армии и гибели Мартина Калиновского Марек Собеский попал в татарский плен. 3 июня 1652 года по приказу Богдана Хмельницкого был обезглавлен вместе с другими польскими пленниками. Мать выкупила тело сына и похоронила его в Жолкве.